# Süleyman Enes Özer
Süleyman Enes Özer (* 23. Januar 1996 in Istanbul) ist ein türkischer Fußballtorhüter.

## Karriere
Özer kam im Istanbuler Stadtteil Şişli auf die Welt und erlernte das Fußballspielen u. a. in den Nachwuchsabteilungen der Vereine Muradiye Istanbul und Beşiktaş Istanbul.
Nachdem er bei keinem dieser Vereine einen Profivertrag bekommen hatte, begann er im Sommer 2015 beim Istanbuler Drittligisten Ümraniyespor seine Profikarriere. Hier beendete er mit seinem Team die Saison 2015/16 als Meister der TFF 2. Lig und war damit am ersten Aufstieg der Vereinsgeschichte in die TFF 1. Lig beteiligt.

## Erfolge
Mit Ümraniyespor
- Meister TFF 2. Lig und Aufstieg in die TFF 1. Lig: 2015/16